# Partiti politici in Azerbaigian
L'Azerbaigian ha un sistema multipartitico.
A causa del sistema elettorale maggioritario, non si formano governi di coalizione e ha un sistema di partito politico dominante.
Il partito politico principale è la Partito del Nuovo Azerbaigian che governa l'Azerbaigian a maggioranza assoluta dal 1993. L'attuale Presidente è İlham Əliyev, mentre il primo ministro è Əli Əsədov del Partito del Nuovo Azerbaigian.

## Partiti rappresentati in Parlamento
- Partito del Nuovo Azerbaigian (Yeni Azərbaycan Partiyası, YAP)
- Partito Uguaglianza (Müsavat Partiyası, MP)
- Partito del Fronte Popolare Azerbaigian (Azərbaycan Xalq Cəbhəsi Partiyası, AXCP)
- Partito del Movimento Rinascita Nazionale (Milli Dirçəliş Hərəkatı Partiyası, MDHP)
- Partito Democratico Azerbaigian (Azərbaycan Demokrat Partiyası, ADP)
- Partito della Madrepatria (Ana Vatan, AV)
- Partito Civico Solidarietà (Vətəndaş Həmrəyliyi Partiyası, VHP)
- Partito Comunista dell'Azerbaigian (Azərbaycan Kommunist Partiyası, AKP)

## Partiti non rappresentati in Parlamento
- Partito della Prosperità Sociale dell'Azerbaigian (Azərbaycan Sosial Rifah Partiyası, ASRP)
- Partito Socialdemocratico dell'Azerbaigian (Azərbaycan Sosial Demokrat Partiyası, ASDP)
- Partito dell'Unità (Birlik Partiyası, BP)
- Partito del Fronte Popolare di Tutto l'Azerbaigian (Bütöv Azərbaycan Xalq Cəbhəsi Partiyası, BAXCP)
- Partito per l'Indipendenza Nazionale dell'Azerbaigian (Azərbaycan Milli İstiqlal Partiyası, AMİP)

## Partiti aboliti
- Partito Comunista dell'Azerbaigian (Azərbaycan Kommunist Partiyası, AKP)